# Mitchell Wiggins
Pour les articles homonymes, voir Wiggins.
Mitchell Wiggins, né le 28 septembre 1959, à Kinston, en Caroline du Nord et mort le 9 septembre 2024, est un joueur et entraîneur américain de basket-ball.
Il joue durant sa carrière au poste d'arrière. Il est le père du joueur Andrew Wiggins, numéro 1 de la draft 2014 de la NBA.

## Palmarès
- Finaliste du championnat du monde 1982
- All-USBL Second Team 1988